# Federación de baloncesto de Bélgica
La Federación belga de baloncesto es el organismo que rige las competiciones de clubes y la Selección nacional de Bélgica. Pertenece a la asociación continental FIBA Europa.

## Registros
- 113 Clubes Registrados.
- 2156 Jugadoras Autorizadas
- 3290 Jugadores Autorizados
- 18328 Jugadores No Autorizados